# Sebastian Carlsén
Sebastian Carlsén, född 9 januari 1991 i Helsingborg, är en svensk fotbollsspelare (mittfältare) som spelar för Hellerup IK. Han har tidigare spelat för bland annat Ängelholms FF och Örgryte IS.

## Klubbkarriär

### Inter
Carlsén började spela fotboll i Ödåkra IF, men lämnade tidigt för Helsingborgs IF. I slutet av januari 2008, när Carlsén var 17 år, skrev han på för ett lånavtal med Inter. Den 30 maj 2010 valde Inter att köpa loss den unge talangen från Helsingborgs IF men han fick ingen speltid.

### FC Internazionale Milano
Carlsén gjorde A-lagsdebut i Inter i september 2009 när han blev inbytt i en träningsmatch mot FC Lugano. Han har funnits med i Inters Serie A-trupp vid två tillfällen men satt på bänken hela matcherna. Han spelade mest i Primaveralaget där han bland annat spelade U19 Champions League-finalen mot FC Bayern.

### Åter i Sverige
Den 8 augusti 2011 meddelade Helsingborgs IF på sin hemsida att man lånar Carlsén säsongen ut. Den 29 mars 2012 meddelar Trelleborgs FF att de lånar Carlsén ifrån Inter Milan.
Den 29 augusti 2013 skrev Carlsén på ett kontrakt med division 3-klubben Höganäs BK för resten av höstsäsongen.
I februari 2014 skrev han på ett tvåårskontrakt med Superettan-klubben Ängelholms FF. I januari 2016 förlängde Carlsén sitt kontrakt med två år.
Carlsén blev klar för Superettan-klubben Örgryte IS i januari 2017, kontraktet han skrev sträckte sig över säsongen. I februari 2018 återvände Carlsén till Ängelholms FF. Efter säsongen 2018 lämnade han klubben och flyttade till Köpenhamn.